# Lambin et Gendebien
Lambin et Gendebien war ein belgischer Hersteller von Automobilen.

## Unternehmensgeschichte
Der Mechaniker René Lambin und der Ingenieur Robert Gendebien gründeten 1910 das Unternehmen in Houffalize. 1912 begann die Produktion von Automobilen. Der Markenname lautete Elgé. 1914 gab es einen Auftrag über 17 Fahrzeuge nach Brasilien, der jedoch wegen des Ersten Weltkriegs nicht mehr ausgeführt werden konnte. 1922 entstand das letzte Fahrzeug. Insgesamt waren es 25 bis 30 Stück. Als Autohaus für die Studebaker Corporation existierte das Unternehmen noch länger.

## Fahrzeuge
Das Modell 12/14 CV oder Type B war mit einem Vierzylindermotor mit 2121 cm³ Hubraum von Fondu ausgestattet. Daneben gab es das kleinere Modell Type C mit einem Einbaumotor von Chapuis-Dornier mit 1244 cm³ Hubraum.